# Estado estacionario
Se dice de un sistema o proceso que está en estado estacionario si las variables que definen su comportamiento, respecto del tiempo, permanecen invariantes.
La expresión matemática expondría que para aquellas propiedades p del sistema, la derivada parcial de p respecto del tiempo es nula:
{\displaystyle {\frac {\partial p}{\partial t}}=0\quad {\text{para todo }}t.}
En períodos discretos de tiempo, esto implica que:
{\displaystyle p_{t}-p_{t-1}=0\quad {\text{para todo }}t.}
El concepto de estado estacionario cobra relevancia en campos como la termodinámica, la economía y la ingeniería.

En particular, un sistema físico está en estado estacionario cuando sus características no varían con el tiempo. En este fundamento se basan las teorías de la electrostática y la magnetostática, entre otras. Suele ser la situación a considerar en gran parte de los supuestos de la termodinámica.
El estado estacionario también se conoce como el estado en el que está la naturaleza (estado en el que se encuentra).
En cinética química el estado estacionario también se puede emplear para determinar la constante de velocidad de una reacción a través de varias experiencias en las cuales se puede suponer que una concentración de algún producto o reactivo no varía.
También se dice que un sistema está en estado estacionario si las variaciones con el tiempo de las cantidades físicas son periódicas y se repiten de manera idéntica a cada periodo. Es el caso, por ejemplo:
- de sistemas en los cuales hay ondas cuya amplitud y frecuencia no varía, como en un interferómetro.
- de circuitos eléctricos alimentados con generadores alternativos, una vez que los fenómenos transitorios han desaparecido.

Es el estado de referencia en termodinámica de procesos irreversibles. El estado estacionario de un sistema abierto que está en equilibrio se define como aquel en el que no varían las variables de estado (temperatura, volumen, presión, etc.) y, por tanto, tampoco se modifican, con el tiempo, las funciones de estado (entropía, entalpía, etc.). El estado estacionario es un estado de mínima producción de entropía (principio de energía mínima).